# Rajd Nowej Zelandii 2006

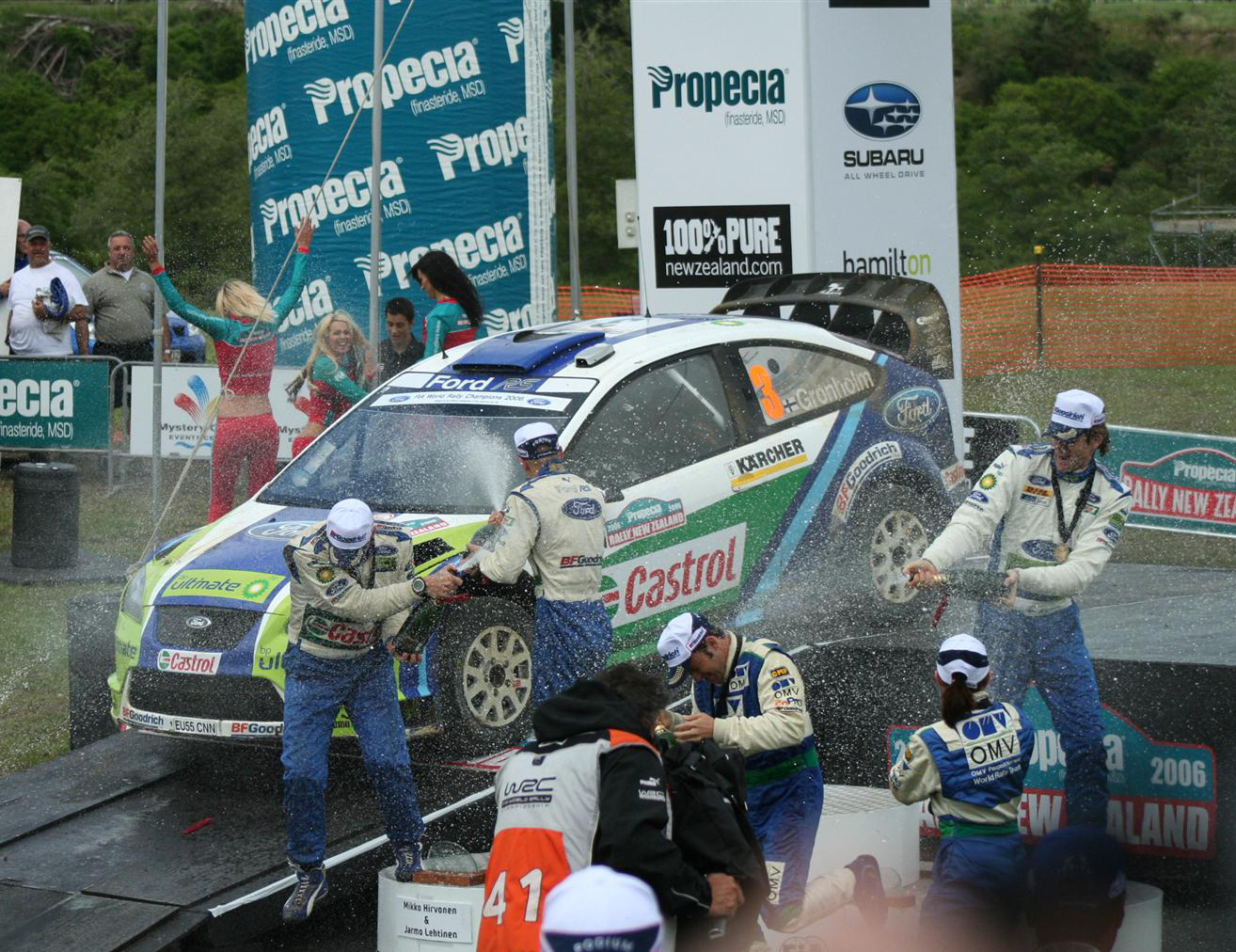
Marcus Grönholm podczas rajdu

Rezultaty Rajdu Nowej Zelandii, eliminacji Rajdowych Mistrzostwach Świata, w 2006 roku, który odbył się w dniach 17 – 19 listopada:

## Klasyfikacja końcowa
| Msc.                   | Kierowca               | Pilot                  | Samochód                  | Czas                   | Strata                 | Grupa                  | Punkty                 |
| Klasyfikacja generalna | Klasyfikacja generalna | Klasyfikacja generalna | Klasyfikacja generalna    | Klasyfikacja generalna | Klasyfikacja generalna | Klasyfikacja generalna | Klasyfikacja generalna |
| ---------------------- | ---------------------- | ---------------------- | ------------------------- | ---------------------- | ---------------------- | ---------------------- | ---------------------- |
| 1                      | Marcus Grönholm        | Timo Rautiainen        | Ford Focus RS WRC 06      | 4:02:30.7              | 0.0                    | A8 M                   | 10                     |
| 2                      | Mikko Hirvonen         | Jarmo Lehtinen         | Ford Focus RS WRC 06      | 4:03:26.7              | 56.0                   | A8 M                   | 8                      |
| 3                      | Manfred Stohl          | Ilka Minor             | Peugeot 307 WRC           | 4:05:10.0              | 2:39.3                 | A8 M                   | 6                      |
| 4                      | Xavier Pons            | Carlos Del Barrio      | Citroën Xsara WRC         | 4:05:26.8              | 2:56.1                 | A8 M                   | 5                      |
| 5                      | Dani Sordo             | Marc Marti             | Citroën Xsara WRC         | 4:05:51.4              | 3:20.7                 | A8 M                   | 4                      |
| 6                      | Petter Solberg         | Phil Mills             | Subaru Impreza WRC 06     | 4:07:27.8              | 4:57.1                 | A8 M                   | 3                      |
| 7                      | Luís Pérez Companc     | José María Volta       | Ford Focus RS WRC 06      | 4:13:22.3              | 10:51.6                | A8 M                   | 2                      |
| 8                      | Jari-Matti Latvala     | Miikka Anttila         | Subaru Impreza WRX STi    | 4:18:53.1              | 16:22.4                | N4                     | 1                      |
|                        |                        |                        |                           |                        |                        |                        |                        |
| 12                     | Henning Solberg        | Cato Menkerud          | Peugeot 307 WRC           | 4:23:48.6              | +21:17.9               | A8 M                   |                        |
| PWRC                   |                        |                        |                           |                        |                        |                        |                        |
| 1.                     | Jari-Matti Latvala     | Miikka Anttila         | Subaru Impreza WRX STi    | 4:18:53.1              | 0.0                    | N4                     | 10                     |
| 2.                     | Richard Mason          | Sara Mason-Randall     | Subaru Impreza WRX STi    | 4:22:50.7              | 3:57.6                 | N4                     | 8                      |
| 3.                     | Alexander Dorosinskiy  | Dmitriy Yeremeyev      | Subaru Impreza WRX Spec C | 4:34:39.9              | 15:46.8                | N4                     | 6                      |
| 4.                     | Takuma Kamada          | Denis Giraudet         | Subaru Impreza WRX STi    | 4:35:39.2              | 16:46.1                | N4                     | 5                      |
| 5.                     | Mirco Baldacci         | Giovanni Agnese        | Mitsubishi Lancer Evo IX  | 4:37:45.1              | 18:52.0                | N4                     | 4                      |
| 6.                     | Fumio Nutahara         | Daniel Barritt         | Mitsubishi Lancer Evo IX  | 4:41:37.1              | 22:44.0                | N4                     | 3                      |
| 7.                     | Nasser al-Attiyah      | Chris Patterson        | Subaru Impreza WRX Spec C | 4:47:41.9              | 28:48.8                | N4                     | 2                      |
| 8.                     | Nigel Heath            | Steve Lancaster        | Mitsubishi Lancer Evo IX  | 4:54:58.3              | 36:05.2                | N4                     | 1                      |

1. ↑  Litera M przy oznaczeniu grupy do której należy samochód oznacza, iż tylko ci kierowcy zdobywali punkty dla swoich zespołów liczonych w klasyfikacji producentów na koniec sezonu.

## Nie ukończyli
- Chris Atkinson
- Leszek Kuzaj

## Zwycięzcy odcinków specjalnych
| Numer | Nazwa                 | Zwycięzca                   |
| ----- | --------------------- | --------------------------- |
| OS1   | Pirongia West 1       | M. GRÖNHOLM / T. RAUTIAINEN |
| OS2   | Te Koraha 1           | M. GRÖNHOLM / T. RAUTIAINEN |
| OS3   | Pirongia West 2       | M. GRÖNHOLM / T. RAUTIAINEN |
| OS4   | Te Koraha 2           | M. GRÖNHOLM / T. RAUTIAINEN |
| OS5   | Mystery Creek Super 1 | M. GRÖNHOLM / T. RAUTIAINEN |
| OS6   | Port Waikato          | M. GRÖNHOLM / T. RAUTIAINEN |
| OS7   | Klondyke              | C. ATKINSON / G. MCNEALL    |
| OS8   | Wairamarama           | C. ATKINSON / G. MCNEALL    |
| OS9   | Te Akau South         | M. GRÖNHOLM / T. RAUTIAINEN |
| OS10  | Te Akau North         | M. HIRVONEN / J. LEHTINEN   |
| OS11  | Mystery Creek Super 2 | M. GRÖNHOLM / T. RAUTIAINEN |
| OS12  | Maungatawhiri 1       | M. GRÖNHOLM / T. RAUTIAINEN |
| OS13  | Te Hutewai 1          | M. GRÖNHOLM / T. RAUTIAINEN |
| OS14  | Whaanga Coast 1       | M. GRÖNHOLM / T. RAUTIAINEN |
| OS15  | Maungatawhiri 2       | M. GRÖNHOLM / T. RAUTIAINEN |
| OS16  | Te Hutewai 2          | X. PONS / C. DEL BARRIO     |
| OS17  | Whaanga Coast 2       | X. PONS / C. DEL BARRIO     |

## Klasyfikacja po 15 rundach
Tabele przedstawiają tylko pięć pierwszych miejsc.

### Kierowcy
| Lp. | Kierowca        | Pkt |
| --- | --------------- | --- |
| 1   | Sébastien Loeb  | 112 |
| 2   | Marcus Grönholm | 101 |
| 3   | Mikko Hirvonen  | 65  |
| 4   | Daniel Sordo    | 47  |
| 5   | Manfred Stohl   | 46  |

### Producenci
| Lp. | Producent                  | Pkt |
| --- | -------------------------- | --- |
| 1   | BP Ford World Rally Team   | 185 |
| 2   | Kronos Total Citroën WRT   | 160 |
| 3   | Subaru World Rally Team    | 97  |
| 4   | OMV Peugeot Norway         | 80  |
| 5   | Stobart VK Ford Rally Team | 39  |